# Seznam německých názvů obcí a osad v Česku, Š
Tento seznam obsahuje německé názvy (exonyma) českých obcí začínajících na písmeno Š.
Tento seznam by měl sloužit pro orientaci v starých písemných pramenech, mapách atd., nikoliv pro překlad českých názvů měst do němčiny. Většina z těchto německých názvů by při použití v současnosti byla nesrozumitelná.
| Český název                     | Historická země | Okres               | Německý název            | Poznámka                                                                                  |
| ------------------------------- | --------------- | ------------------- | ------------------------ | ----------------------------------------------------------------------------------------- |
| Šabina                          | Čechy           | Sokolov             | Schaben, Schuben         |                                                                                           |
| Šafov                           | Morava          | Znojmo              | Schaffa                  |                                                                                           |
| Šach                            | Morava          | Jindřichův Hradec   | Schach                   |                                                                                           |
| Šachotín                        | Čechy           | Havlíčkův Brod      | Schachersdorf            |                                                                                           |
| Šachov                          | Čechy           | Rychnov nad Kněžnou | Schachow                 |                                                                                           |
| Šakvice                         | Morava          | Břeclav             | Schakwitz                |                                                                                           |
| Šalmanovice                     | Čechy           | České Budějovice    | Schalmanowitz            |                                                                                           |
| Šamonice                        | Čechy           | Písek               | Schamonitz               |                                                                                           |
| Šanov                           | Čechy           | Rakovník            | Schönau                  |                                                                                           |
| Šanov                           | Morava          | Ústí nad Orlicí     | Schönau                  |                                                                                           |
| Šanov                           | Morava          | Zlín                | Schönau                  |                                                                                           |
| Šanov                           | Morava          | Znojmo              | Schönau                  |                                                                                           |
| Šanovice                        | Čechy           | Příbram             | Schanowitz               |                                                                                           |
| Šaplava                         | Čechy           | Hradec Králové      | Schaplawa                |                                                                                           |
| Šaratice                        | Morava          | Vyškov              | Scharatitz               |                                                                                           |
| Šardice                         | Morava          | Hodonín             | Scharditz                |                                                                                           |
| Šardičky                        | Morava          | Vyškov              | Klein Scharditz          |                                                                                           |
| Šárovcova Lhota                 | Čechy           | Jičín               | Lhota-Scharowetz         |                                                                                           |
| Šarovy                          | Morava          | Zlín                | Scharau                  |                                                                                           |
| Šašovice                        | Morava          | Třebíč              | Schaschowitz             |                                                                                           |
| Šatov                           | Morava          | Znojmo              | Schattau                 |                                                                                           |
| Šebanov                         | Čechy           | Český Krumlov       | Schöbersdorf             |                                                                                           |
| Šebáňovice                      | Čechy           | Benešov             | Schebaniowitz            |                                                                                           |
| Šeberov                         | Čechy           | hl. m. Praha        | Scheberau                |                                                                                           |
| Šebestěnice                     | Čechy           | Kutná Hora          | Schebestenitz            |                                                                                           |
| Šebetov                         | Morava          | Blansko             | Schebetau                |                                                                                           |
| Šebířov                         | Čechy           | Tábor               | Schebirschow             |                                                                                           |
| Šebkovice                       | Morava          | Třebíč              | Schöpkowitz              |                                                                                           |
| Šeborov                         | Morava          | Žďár nad Sázavou    | Scheborow                |                                                                                           |
| Šebrov                          | Morava          | Blansko             | Schebrow                 |                                                                                           |
| Šedivec                         | Čechy           | Ústí nad Orlicí     | Schediwitz               |                                                                                           |
| Šejby                           | Čechy           | České Budějovice    | Scheiben                 |                                                                                           |
| Šelešovice                      | Morava          | Kroměříž            | Sulschwitz               |                                                                                           |
| Šemanovice                      | Čechy           | Mělník              | Schemanowitz             |                                                                                           |
| Šemíkovice                      | Morava          | Třebíč              | Schamikowitz             |                                                                                           |
| Šenov                           | Slezsko         | Ostrava-město       | Schönhof                 |                                                                                           |
| Šenov u Nového Jičína           | Morava          | Nový Jičín          | Schönau bei Neutitschein |                                                                                           |
| Šepetely                        | Čechy           | Litoměřice          | Schöppental              |                                                                                           |
| Šerchov                         | Čechy           | Chomutov            | Schergau                 |                                                                                           |
| Šerkov                          | Čechy           | Písek               | Scherkau                 |                                                                                           |
| Šerkovice                       | Morava          | Brno-venkov         | Scherkowitz              |                                                                                           |
| Šeřeč                           | Čechy           | Náchod              | Schertsch                |                                                                                           |
| Šestajovice                     | Čechy           | Náchod              | Schestowitz              |                                                                                           |
| Šestajovice                     | Čechy           | Praha-východ        | Schestajowitz            |                                                                                           |
| Šetějovice                      | Čechy           | Benešov             | Schetejowitz             |                                                                                           |
| Ševětín                         | Čechy           | České Budějovice    | Schewetin                |                                                                                           |
| Šidlákov                        | Čechy           | Domažlice           | Schilligkau              |                                                                                           |
| Šichova Vesec                   | Čechy           | Tábor               | Schich-Wesetz            |                                                                                           |
| Šilperk                         | Morava          | Šumperk             | Schildberg               | dřívější název města Štíty                                                                |
| Šimanov                         | Čechy           | Jihlava             | Kellersdorf              |                                                                                           |
| Šimanov                         | Čechy           | Klatovy             | Schimenau                |                                                                                           |
| Šimonovice                      | Čechy           | Liberec             | Schimsdorf               |                                                                                           |
| Šimpach                         | Čechy           | Pelhřimov           | Schimpach                |                                                                                           |
| Šindlov                         | Čechy           | Prachatice          | Schindlau                |                                                                                           |
| Šindlovy Dvory                  | Čechy           | České Budějovice    | Schindelhöf              |                                                                                           |
| Šipoun                          | Čechy           | Prachatice          | Schipaun                 |                                                                                           |
| Šípy                            | Čechy           | Rakovník            | Schippen                 |                                                                                           |
| Široké Pole                     | Morava          | Žďár nad Sázavou    | Breitenfeld              |                                                                                           |
| Široké Třebčice                 | Čechy           | Chomutov            | Weiten Trebetitsch       |                                                                                           |
| Široký Brod                     | Slezsko         | Jeseník             | Breitenfurt              |                                                                                           |
| Široký Důl                      | Čechy           | Chrudim             | Breitenthal              |                                                                                           |
| Šiškovice                       | Čechy           | Chrudim             | Schischkowitz            |                                                                                           |
| Šišma                           | Morava          | Přerov              | Schischma                |                                                                                           |
| Šitboř                          | Čechy           | Domažlice           | Schüttwa                 |                                                                                           |
| Šitbořice                       | Morava          | Břeclav             | Schüttboritz             |                                                                                           |
| Škarez 1. díl                   | Čechy           | Prachatice          | Skares 1. Teil           |                                                                                           |
| Škarez 2. díl                   | Čechy           | Prachatice          | Skares (2. Teil)         |                                                                                           |
| Škodějov                        | Čechy           | Semily              | Schkodejow               |                                                                                           |
| Škrdlovice                      | Čechy           | Žďár nad Sázavou    | Skerdlowitz              |                                                                                           |
| Škrle                           | Čechy           | Chomutov            | Skyrl                    |                                                                                           |
| Škrobočov                       | Čechy           | Strakonice          | Skrotschau               |                                                                                           |
| Škrovád                         | Čechy           | Chrudim             | Skrowad                  |                                                                                           |
| Škudly                          | Čechy           | Pardubice           | Skudel                   |                                                                                           |
| Škůdra                          | Čechy           | Strakonice          | Skudra                   |                                                                                           |
| Škutina                         | Čechy           | Rychnov nad Kněžnou | Skutin                   | osada vesnice Lhota Netřeba                                                               |
| Škvorec                         | Čechy           | Praha-východ        | Skworetz                 |                                                                                           |
| Škvořetice                      | Čechy           | Strakonice          | Skworschetitz            |                                                                                           |
| Šlakhamry                       | Morava          | Žďár nad Sázavou    | Schlaghammer             |                                                                                           |
| Šlapanice                       | Morava          | Brno-venkov         | Schlapanitz, Lapanz      |                                                                                           |
| Šlapanice                       | Čechy           | Kladno              | Schlapanitz              |                                                                                           |
| Šlapanov                        | Čechy           | Havlíčkův Brod      | Schlappenz               |                                                                                           |
| Šlapánov                        | Čechy           | Benešov             | Schlapanau               |                                                                                           |
| Šléglov                         | Morava          | Šumperk             | Schlögelsdorf            |                                                                                           |
| Šlechtín                        | Čechy           | Kutná Hora          | Schlechtin               |                                                                                           |
| Šlikova Ves                     | Čechy           | Jičín               | Schlickendorf            |                                                                                           |
| Šlotava                         | Čechy           | Nymburk             | Schlotawa                |                                                                                           |
| Šlovice                         | Čechy           | Rakovník            | Schlowitz                |                                                                                           |
| Šluknov                         | Čechy           | Děčín               | Schluckenau              |                                                                                           |
| Šmolovy                         | Čechy           | Havlíčkův Brod      | Schmalhof                |                                                                                           |
| Šnekov                          | Morava          | Svitavy             | Schneckendorf            |                                                                                           |
| Šnepov                          | Čechy           | Nymburk             | Schnepow                 |                                                                                           |
| Šnory                           | Čechy           | Domažlice           | Kohlstätten              |                                                                                           |
| Šonov                           | Čechy           | Náchod              | Schönau                  |                                                                                           |
| Šonov u Nového Města nad Metují | Čechy           | Náchod              | Schönau                  |                                                                                           |
| Šosteny                         | Čechy           | Hradec Králové      | Schosten                 | osada (dnes sídliště) v Pražském Předměstí u Hradce Králové                               |
| Šošůvka                         | Morava          | Blansko             | Schoschuwka              |                                                                                           |
| Špičky                          | Morava          | Přerov              | Speitsch                 |                                                                                           |
| Špindlerův Mlýn                 | Čechy           | Trutnov             | Spindlermühle            |                                                                                           |
| Špinov                          | Čechy           | Žďár nad Sázavou    | Spinnhof                 |                                                                                           |
| Šťáhlavice                      | Čechy           | Plzeň-město         | Stiahlawitz              |                                                                                           |
| Šťáhlavy                        | Čechy           | Plzeň-město         | Stiahlau                 |                                                                                           |
| Štarnov                         | Morava          | Olomouc             | Starnau                  |                                                                                           |
| Štarnov                         | Morava          | Prostějov           | Sternheim                |                                                                                           |
| Štědrá                          | Čechy           | Karlovy Vary        | Stiedra                  |                                                                                           |
| Štědrákova Lhota                | Morava          | Šumperk             | Tschödrich               |                                                                                           |
| Štědronín-Plazy                 | Čechy           | Písek               | Stidronin-Plaß           |                                                                                           |
| Štědrovice                      | Čechy           | Pelhřimov           | Stiedrowitz              |                                                                                           |
| Štědřík                         | Čechy           | Praha-západ         | Stiedrik                 | osada vesnice Dolní Jirčany                                                               |
| Štěchov                         | Morava          | Blansko             | Stiechow                 |                                                                                           |
| Štěchovice                      | Čechy           | Praha-západ         | Stiechowitz              |                                                                                           |
| Štěchtovice                     | Čechy           | Strakonice          | Stiechowitz              |                                                                                           |
| Štěkeň                          | Čechy           | Strakonice          | Steken                   |                                                                                           |
| Štěkře                          | Čechy           | Český Krumlov       | Stieks                   |                                                                                           |
| Štěměchy                        | Morava          | Třebíč              | Stiemiech                |                                                                                           |
| Štěnec                          | Čechy           | Chrudim             | Stienetz                 |                                                                                           |
| Štěnkov                         | Čechy           | Hradec Králové      | Wolfshof                 |                                                                                           |
| Štěnovice                       | Čechy           | Plzeň-jih           | Stienowitz               |                                                                                           |
| Štěnovický Borek                | Čechy           | Plzeň-město         | Borek bei Stienowitz     |                                                                                           |
| Štěpanice                       | Čechy           | Jičín               | Stiepanitz               |                                                                                           |
| Štěpanice                       | Čechy           | Klatovy             | Stepanitz                |                                                                                           |
| Štěpánkovice                    | Slezsko         | Opava               | Schepankowitz            |                                                                                           |
| Štěpánov                        | Čechy           | Havlíčkův Brod      | Stiepanow                | u Bezděkova                                                                               |
| Štěpánov                        | Čechy           | Havlíčkův Brod      | Stiepanau                | u Leštiny u Světlé                                                                        |
| Štěpánov                        | Čechy           | Chrudim             | Stefanau                 |                                                                                           |
| Štěpánov                        | Morava          | Olomouc             | Stefanau                 |                                                                                           |
| Štěpánov                        | Čechy           | Pardubice           | Stiepanau                |                                                                                           |
| Štěpánov nad Svratkou           | Morava          | Žďár nad Sázavou    | Stiepanau                |                                                                                           |
| Štěpánovice                     | Morava          | Brno-venkov         | Stiepanowitz             |                                                                                           |
| Štěpánovice                     | Čechy           | České Budějovice    | Stepanowitz              |                                                                                           |
| Štěpánovice                     | Čechy           | Klatovy             | Stiepanowitz             |                                                                                           |
| Štěpánovice                     | Čechy           | Semily              | Stiepanowitz             |                                                                                           |
| Štěpánovice                     | Morava          | Třebíč              | Stiepanowitz             |                                                                                           |
| Štěpánovská Lhota               | Čechy           | Benešov             | Stiepanau Lhota          |                                                                                           |
| Štěpánovsko                     | Čechy           | Rychnov nad Kněžnou | Stiepanowsko             |                                                                                           |
| Štěpkov                         | Morava          | Třebíč              | Stiepkau                 |                                                                                           |
| Štěrbina                        | Čechy           | Teplice             | Sterbina                 |                                                                                           |
| Štěrboholy                      | Čechy           | hl. m. Praha        | Sterbohol                |                                                                                           |
| Šternberk                       | Morava          | Olomouc             | Sternberg                |                                                                                           |
| Šternov                         | Čechy           | Benešov             | Sternhof                 |                                                                                           |
| Šternov                         | Morava          | Brno-venkov         | Sternhof                 |                                                                                           |
| Štětí                           | Čechy           | Litoměřice          | Wegstädtl                |                                                                                           |
| Štětice                         | Čechy           | Písek               | Stietitz                 |                                                                                           |
| Štětkovice                      | Čechy           | Příbram             | Stietkowitz              |                                                                                           |
| Štětovice                       | Morava          | Prostějov           | Stietowitz               |                                                                                           |
| Štičí                           | Čechy           | Havlíčkův Brod      | Stisch                   |                                                                                           |
| Štidla                          | Čechy           | Jičín               | Stidla                   |                                                                                           |
| Štíhlice                        | Čechy           | Praha-východ        | Stichlitz                |                                                                                           |
| Štichov                         | Čechy           | Domažlice           | Stich                    |                                                                                           |
| Štichovice                      | Čechy           | Plzeň-sever         | Stichowitz               |                                                                                           |
| Štikov                          | Čechy           | Havlíčkův Brod      | Stikow                   |                                                                                           |
| Štikov                          | Čechy           | Jičín               | Stikau                   |                                                                                           |
| Štípa                           | Morava          | Zlín                | Stiep                    |                                                                                           |
| Štipoklasy                      | Čechy           | České Budějovice    | Stipoklas                |                                                                                           |
| Štipoklasy                      | Čechy           | Klatovy             | Stipoklas                |                                                                                           |
| Štipoklasy                      | Čechy           | Kutná Hora          | Stipoklas                |                                                                                           |
| Štiptoň                         | Čechy           | České Budějovice    | Winau                    |                                                                                           |
| Štiřín                          | Čechy           | Praha-východ        | Stirschin                |                                                                                           |
| Štít                            | Čechy           | Hradec Králové      | Schtit                   |                                                                                           |
| Štítary                         | Čechy           | Kolín               | Stitar                   |                                                                                           |
| Štítary                         | Morava          | Znojmo              | Schiltern                |                                                                                           |
| Štítary u Krásné                | Čechy           | Cheb                | Schildern                |                                                                                           |
| Štítina                         | Slezsko         | Opava               | Stettin                  | v minulosti též Štětina nepatrná část katastru byla součástí Moravských enkláv ve Slezsku |
| Štítkov                         | Čechy           | Prachatice          | Stitkau                  |                                                                                           |
| Štítná nad Vláří                | Morava          | Zlín                | Stitna an der Wlara      |                                                                                           |
| Štítné                          | Čechy           | Pelhřimov           | Stitna                   |                                                                                           |
| Štítov                          | Čechy           | Plzeň-jih           | Stittau                  |                                                                                           |
| Štítov                          | Čechy           | Rokycany            | Stittow                  |                                                                                           |
| Štíty                           | Morava          | Šumperk             | Schildberg               | dříve český Šilperk                                                                       |
| Štoky                           | Čechy           | Havlíčkův Brod      | Stecken                  |                                                                                           |
| Štolmíř                         | Čechy           | Kolín               | Stolmirsch               |                                                                                           |
| Štoutov                         | Čechy           | Karlovy Vary        | Stadthöfen               |                                                                                           |
| Štramberk                       | Morava          | Nový Jičín          | Stramberg                |                                                                                           |
| Štrampouch                      | Čechy           | Kutná Hora          | Strampauch               |                                                                                           |
| Štrbice                         | Čechy           | Teplice             | Stirbitz                 |                                                                                           |
| Študlov                         | Morava          | Svitavy             | Studlow                  |                                                                                           |
| Študlov                         | Morava          | Vsetín              | Studlow                  |                                                                                           |
| Šumavské Hoštice                | Čechy           | Prachatice          | Huschitz                 |                                                                                           |
| Šumburk nad Desnou              | Čechy           | Jablonec nad Nisou  | Schumburg                |                                                                                           |
| Šumice                          | Morava          | Uherské Hradiště    | Schumitz                 |                                                                                           |
| Šumná                           | Morava          | Znojmo              | Schönwald                |                                                                                           |
| Šumperk                         | Morava          | Šumperk             | Mährisch Schönberg       |                                                                                           |
| Šumvald                         | Morava          | Olomouc             | Schönwald                |                                                                                           |
| Švábenice                       | Morava          | Vyškov              | Schwabendorf             |                                                                                           |
| Švábínov                        | Čechy           | Kutná Hora          | Schwabinow               |                                                                                           |
| Švábov                          | Morava          | Jihlava             | Schwabau                 |                                                                                           |
| Šváby                           | Čechy           | Česká Lípa          | Schwaben                 |                                                                                           |
| Švařec                          | Morava          | Žďár nad Sázavou    | Schwaretz                |                                                                                           |
| Švastalova Lhota                | Čechy           | Příbram             | Schwastal-Lhota          |                                                                                           |
| Švejcarova Lhota                | Čechy           | Strakonice          | Schweizer Lhota          |                                                                                           |
| Švihov                          | Čechy           | Chrudim             | Schwihau                 |                                                                                           |
| Švihov                          | Čechy           | Kutná Hora          | Schwihau                 | zaniklá osada vesnice Nesměřice u Zruče nad Sázavou                                       |
| Švihov                          | Čechy           | Klatovy             | Schwihau                 |                                                                                           |
| Švihov                          | Čechy           | Prachatice          | Schwihau                 |                                                                                           |
| Švihov                          | Čechy           | Rakovník            | Schmihof                 |                                                                                           |